# Polypterus mokelembembe
Polypterus mokelembembe är en art av familjen fengäddor som finns i Västafrika.

## Utseende
En avlång fisk med en nästan cylindrisk kropp; den bakre tredjedelen är dock ihoptryckt från sidorna. Ryggfenan består av 6 till 8 småfenor, var och en med en egen taggstråle. Huvudet, som är något tillplattat, har köttiga läppar. Färgen är vanligen gulbrun med stora, mörka fläckar på ryggen; dessa fortsätter ner för sidorna i oregelbundna band. Vid bröstfenornas bas har den en stor, mörk fläck. Som mest kan arten bli 34 cm lång.

## Ekologi, mänsklig betydelse
Polypterus mokelembembe är en bottenlevande sötvattensfisk som andas atmosfäriskt syre. Arten ansågs tidigare vara identisk med den nära släktingen Polypterus retropinnis och har även i mindre utsträckning importerats som akvariefisk under det namnet.

## Utbredning
Utbredningsområdet omfattar floderna Maringas och Tshuapas flodområden i Kongo-Kinshasa, i Alimas flodområde i Kongo-Brazzaville och troligtvis även i Malebodammen mellan de båda länderna.